# Spokane (Washington)
Pour les articles homonymes, voir Spokane.
Spokane (en anglais [ˌspoʊˈkæn]) est une ville de l'État de Washington, située à 449 km à l'est de Seattle et à 565 km au nord-est de Portland (Oregon), aux États-Unis. C'est le siège du comté de Spokane. Située au bord de la rivière du même nom, la ville est installée sur le plateau du Columbia, à une altitude de 610 m, dans l'est de l'État. C'est la deuxième ville de l'État de Washington (après Seattle), avec 228 989 habitants en 2020. La population de l'aire urbaine s'élève à 535 724 habitants, et si l'on inclut la petite agglomération avoisinante de Cœur d'Alene, séparée de Spokane par la frontière entre l'État de Washington et celui de l'Idaho, la population est portée à près de 600 000 habitants.

## Histoire
Le nom « Spokane » vient du nom d'une tribu indienne qui signifie dans la langue de celle-ci : « fils du Soleil ».
En 1873, James N. Glover racheta la région des chutes Spokane Falls pour la somme de 1 600 dollars à deux hommes, Seth Scranton et J. J. Downing. Ils y avaient construit une scierie et avaient invité les colons de l'Oregon à les rejoindre, sans grand succès.
En 1877, les soldats qui combattaient les Indiens de la tribu des Nez-Percés y passèrent l'hiver. Ils y établirent à l'est le fort de Cœur d'Alene, ce qui permit à Glover de vendre de la nourriture et des marchandises aux militaires. Leur présence encouragea des familles à s'y installer. La croissance de Spokane bondit en 1881, quand le Northern Pacific Railway arriva dans la ville.
En 1889, un feu détruisit la zone commerciale du centre de la ville. Une défaillance dans le système anti-incendie permit aux flammes de se propager dans tout Spokane. Au total, 27 pâtés de maisons furent détruits.
Cependant, la ville continua à se développer. En 1892, la société du Great Northern Railway installa une gare de marchandises, favorisant ainsi l'accès à la région, par la ville. Le dépôt fut inauguré en 1902. Le seul vestige de celui-ci est l'horloge de Riverfront Park, qui était à l'époque la plus grande de tout le Nord-Ouest.
En 1909, les ouvriers de la ville se mirent en grève. Les autorités firent mettre en prison des centaines d'employés, mais le boycott engagé par la fédération des mineurs de l'Ouest mit fin au conflit.

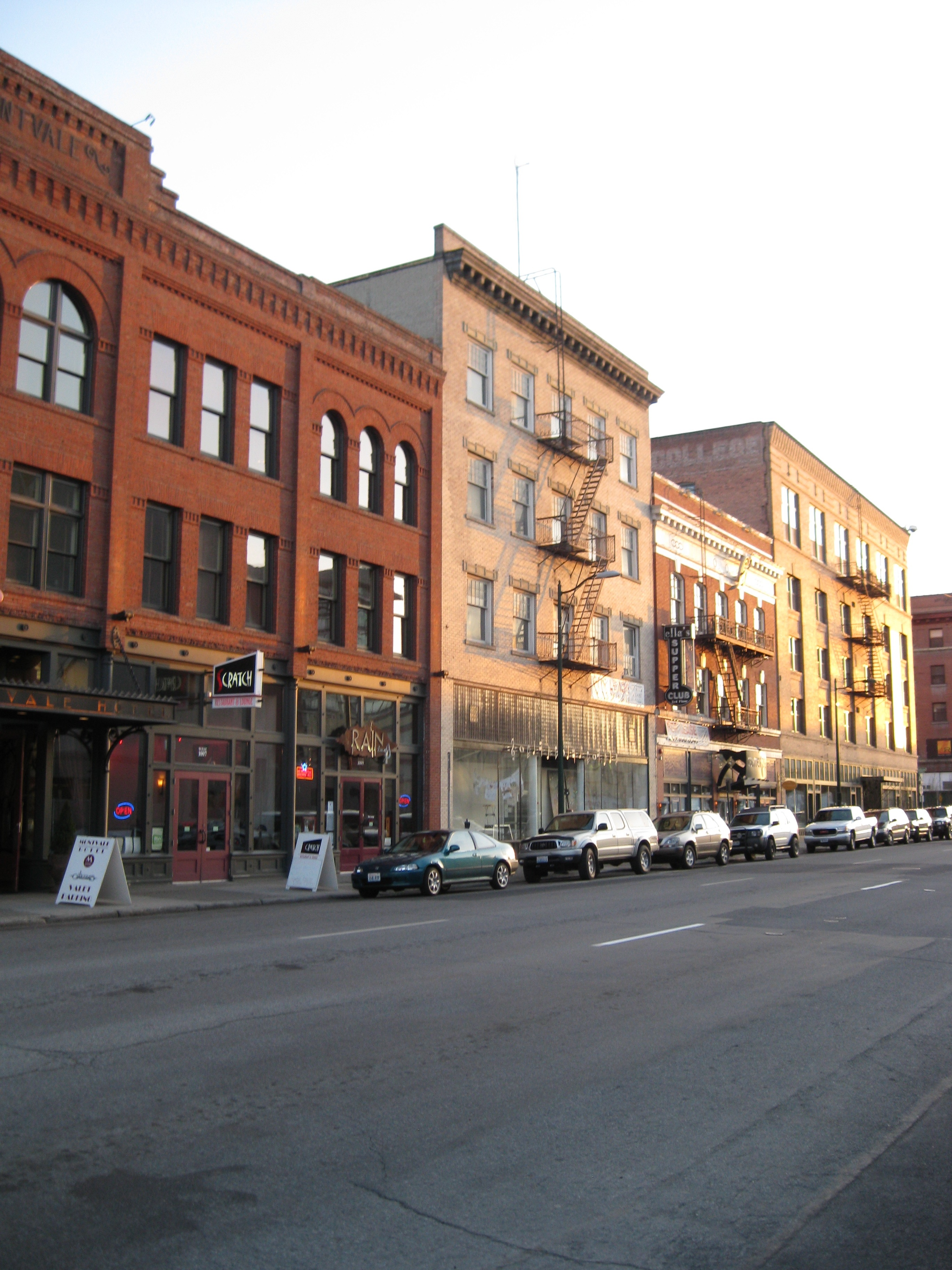
Une rue dans le centre-ville de Spokane.
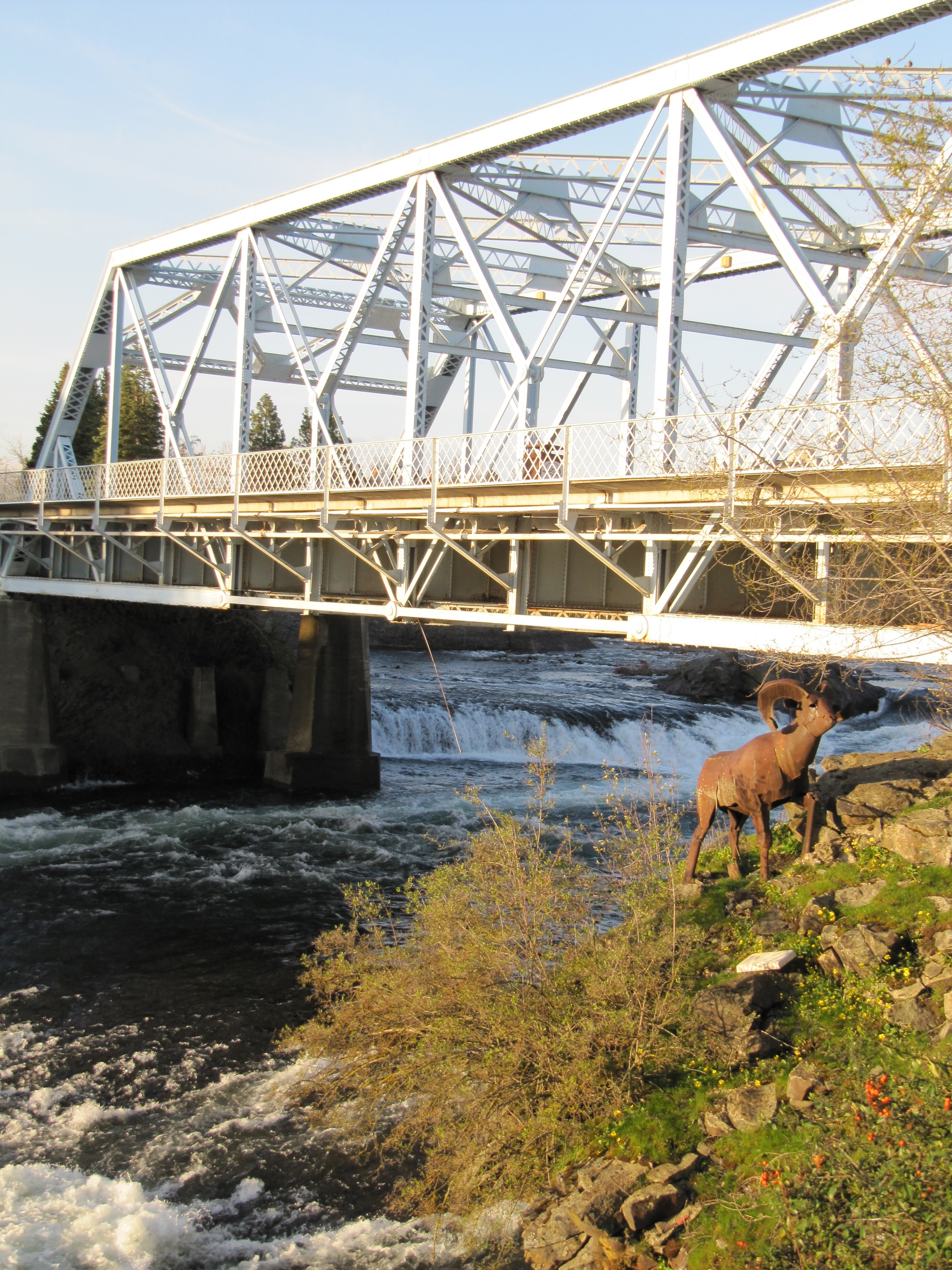
Chutes - Spokane Falls.
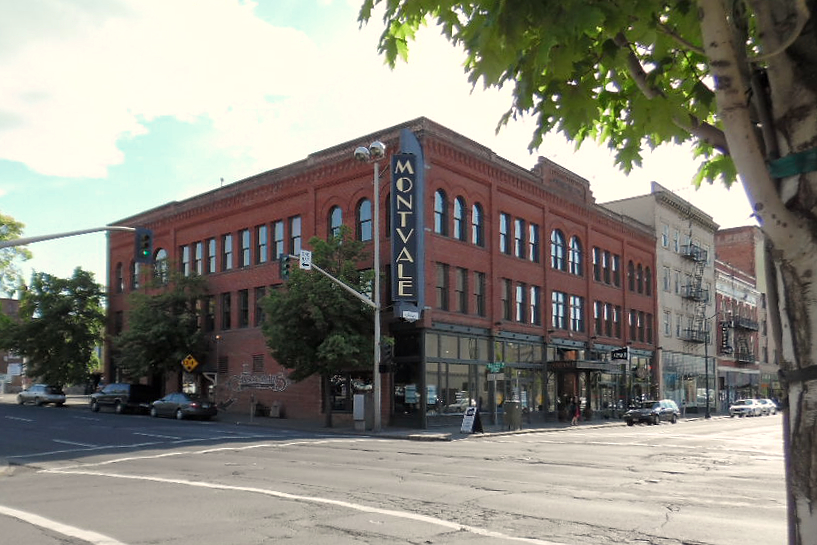
Le Montvale Hotel.

## Climat
La ville a un climat continental, à tendance semi-aride, aux étés secs, et avec d'importantes chutes de neige en hiver.
| Mois                                | jan. | fév. | mars | avril | mai  | juin | jui. | août | sep. | oct. | nov. | déc. | année |
| ----------------------------------- | ---- | ---- | ---- | ----- | ---- | ---- | ---- | ---- | ---- | ---- | ---- | ---- | ----- |
| Température minimale moyenne (°C)   | −6,2 | −3,4 | −1,3 | 1,5   | 5,5  | 9,6  | 12,4 | 12,4 | 7,7  | 2,2  | −1,8 | −5,7 | 2,7   |
| Température moyenne (°C)            | −2,7 | 0,7  | 3,7  | 7,7   | 12,2 | 16,7 | 20,4 | 20,2 | 14,9 | 8,5  | 1,7  | −2,3 | 8,5   |
| Température maximale moyenne (°C)   | 0,7  | 4,8  | 8,7  | 13,9  | 18,8 | 23,7 | 28,4 | 28,1 | 22,2 | 14,8 | 5,2  | 1    | 14,2  |
| Précipitations (mm)                 | 50,3 | 37,8 | 37,8 | 30    | 35,8 | 32   | 17   | 18,3 | 18,5 | 25,1 | 54,6 | 61,5 | 418,7 |
| Nombre de jours avec précipitations | 14   | 11   | 11   | 9     | 10   | 8    | 5    | 5    | 6    | 8    | 13   | 15   | 115   |

## Transports
La ville est traversée d'est en ouest par l'Interstate 90 et l'U.S. Route 2. Elle est régulièrement la proie de bouchons, ce qui a amené les autorités à construire un contournement nord, l'U.S. Route 395 NSC, souvent appelé North Spokane Corridor.
La ville est desservie par l'Aéroport international de Spokane (code AITA : GEG), et par l'Amtrak, dont elle est un important carrefour.

## Édifices notables

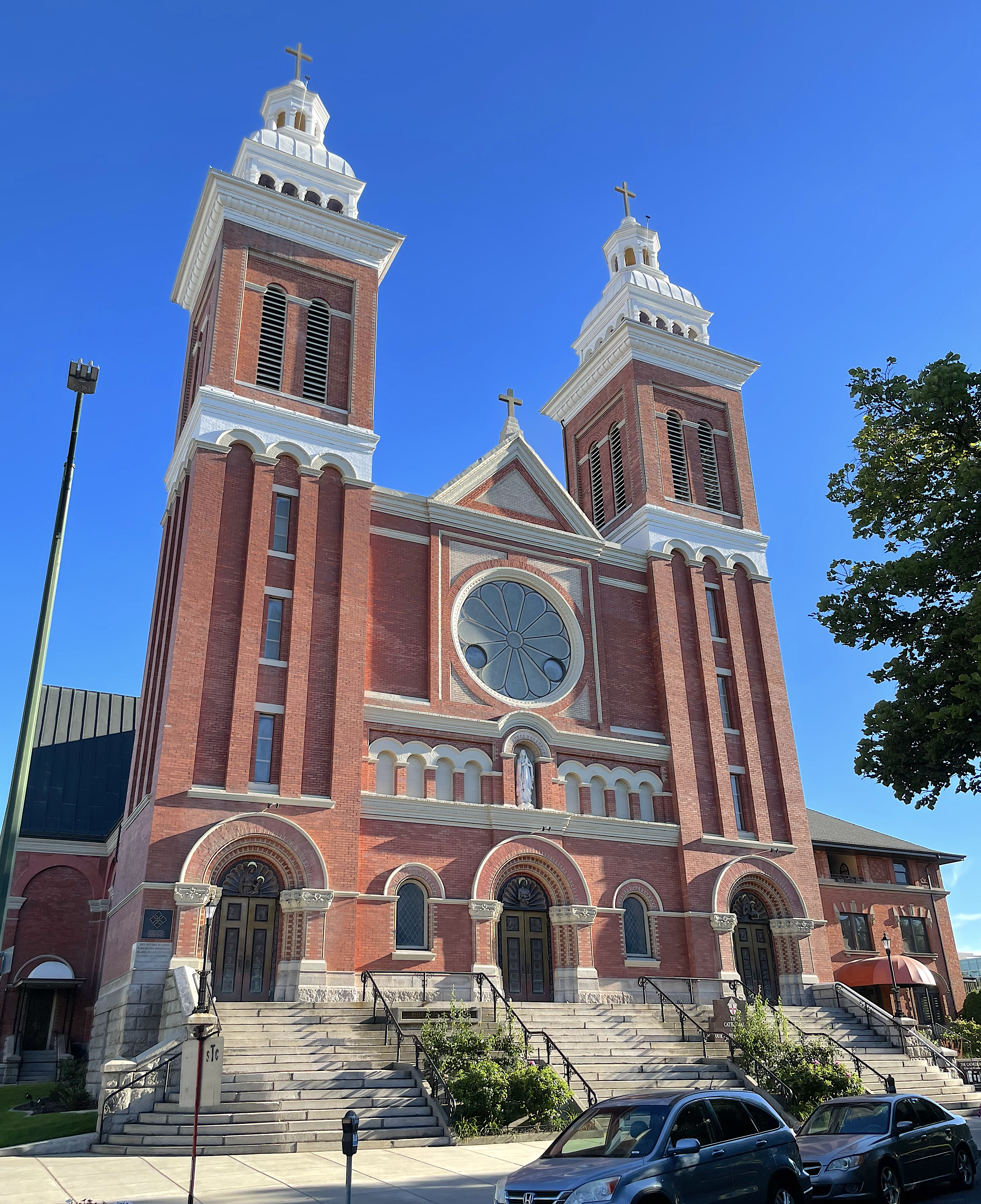
La cathédrale Notre-Dame-de-Lourdes (en) du diocèse de Spokane.
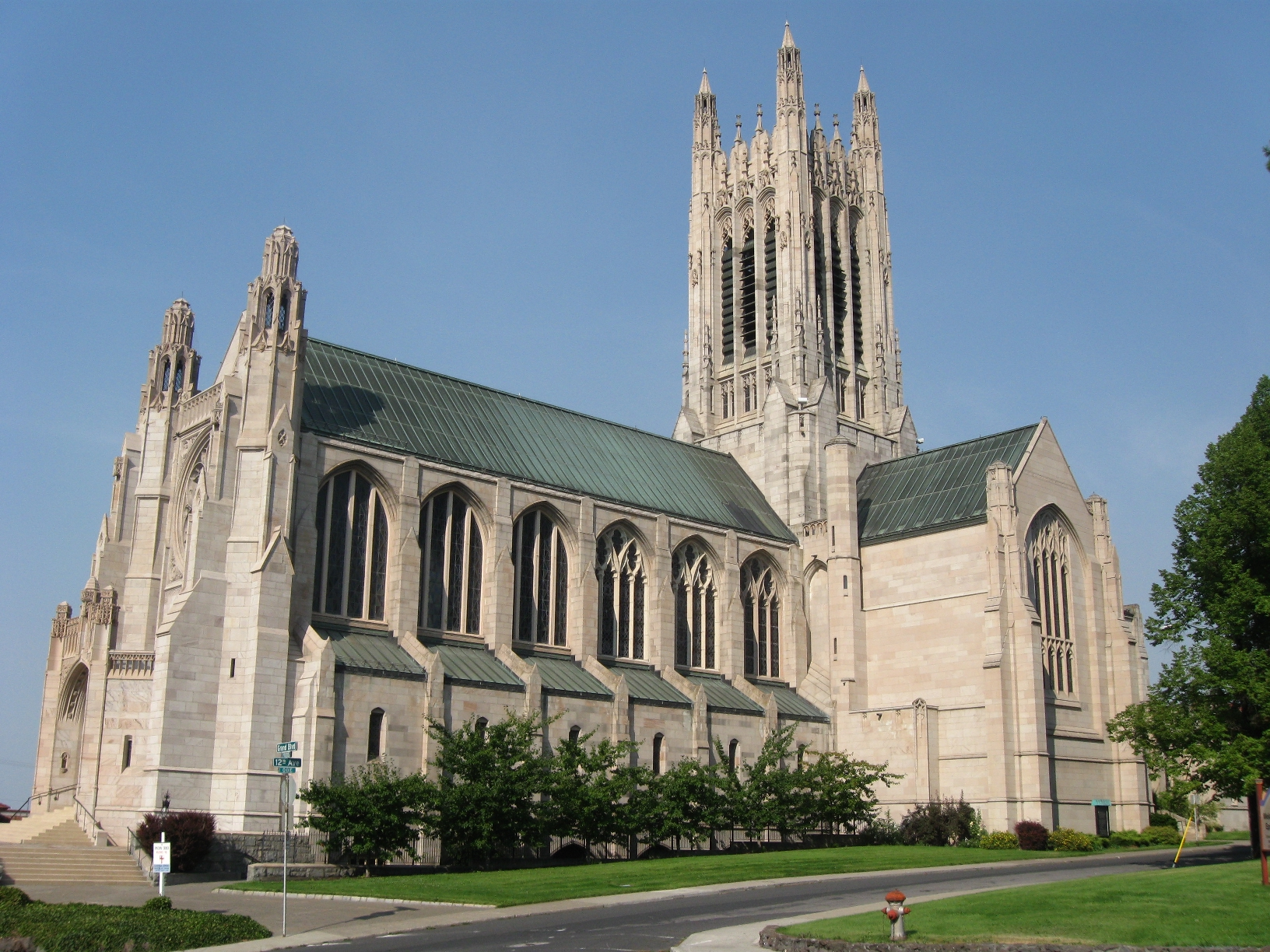
La cathédrale Saint-Jean-l'Évangéliste de l'Église épiscopalienne des États-Unis.
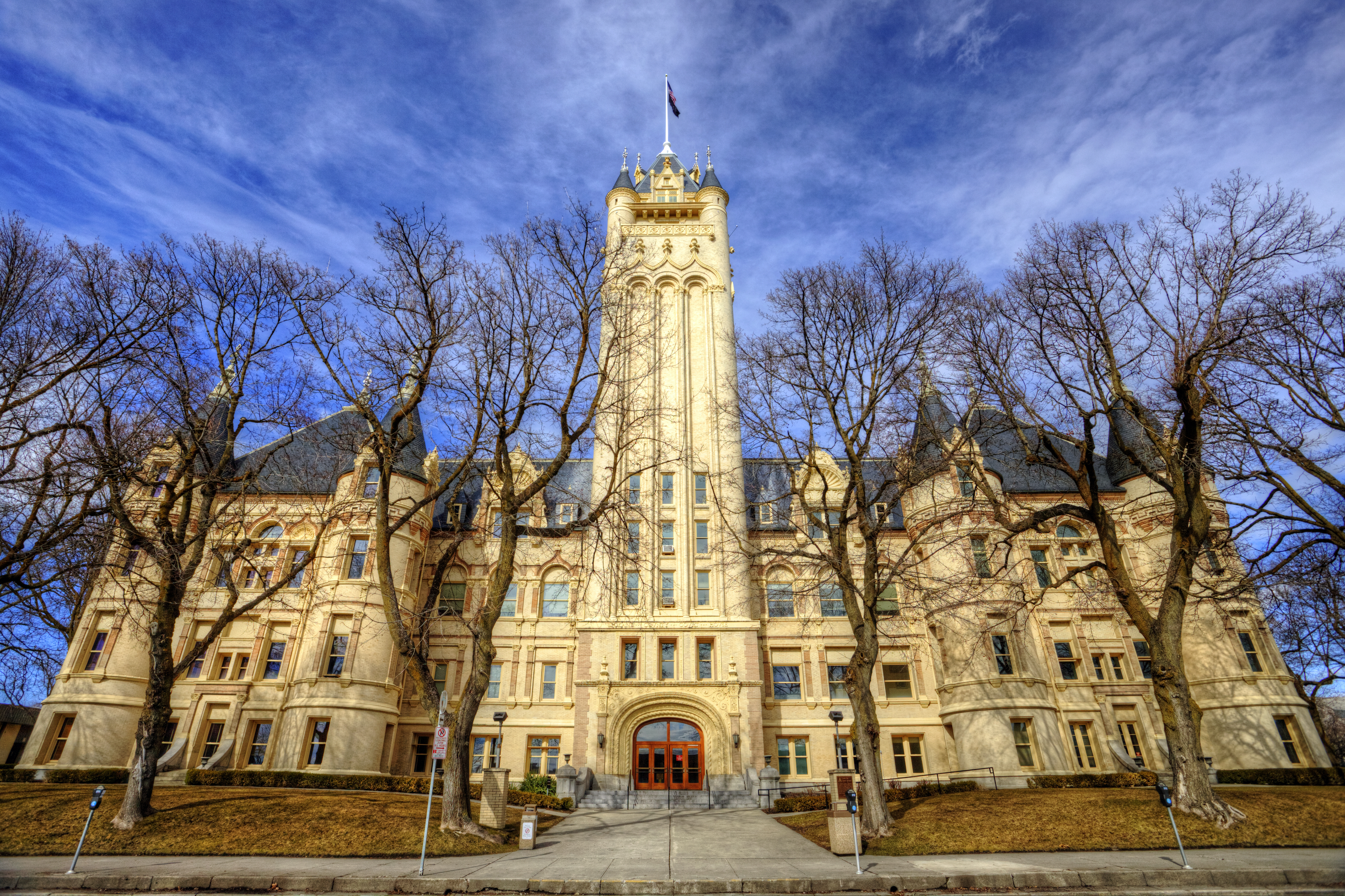
Spokane County Courthouse.
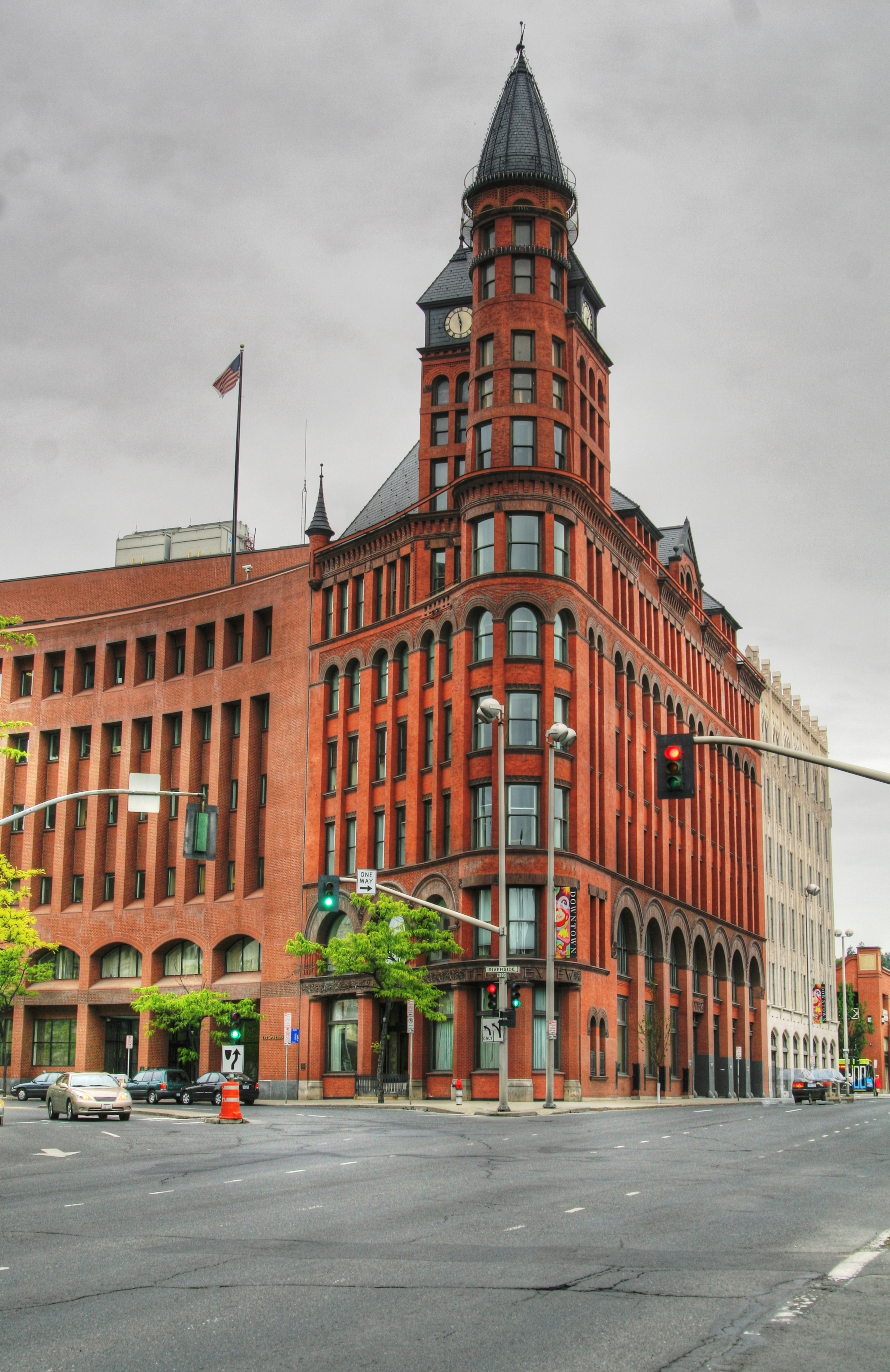
Review Building.
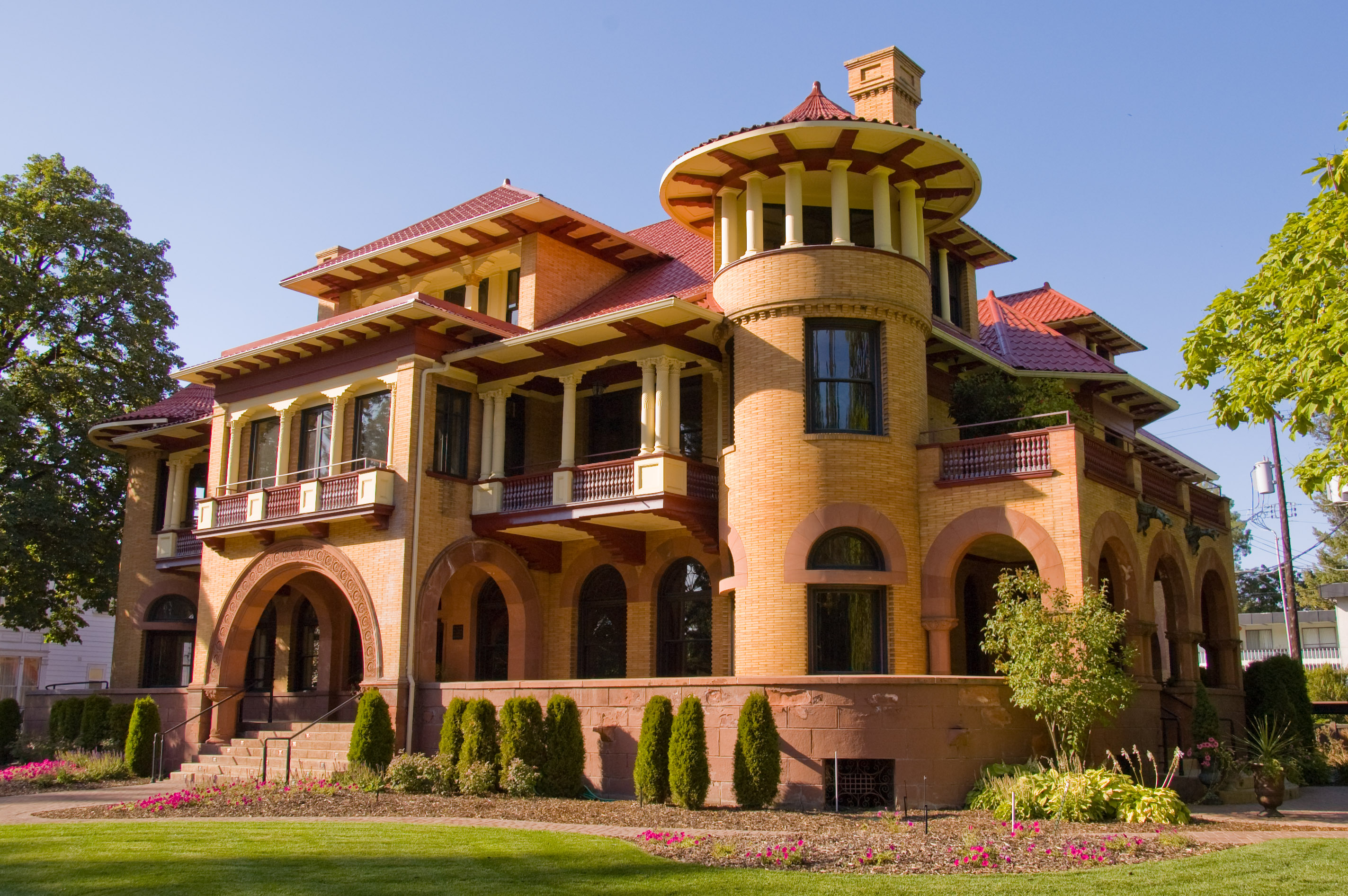
Patsy Clark House.

## Jumelages
- Nishinomiya (Japon) depuis 1961
- Jecheon (Corée du Sud)
- Jilin (Chine)
- Limerick (Irlande)
- Lübeck (Allemagne)
- Makhatchkala (Russie)

## Culture populaire
- La ville de Spokane est le décor du remake du film Aube Rouge

## Personnalité
- David P. Jenkins (1823-1915), officier durant la Guerre de Sécession, avocat et philanthrope, mort à Spokane et bienfaiteur de la ville.
- La physicienne Eva Silverstein (1970) est née à Spokane.
- Théo Hakola (1954), artiste chanteur, musicien, homme de théâtre et écrivain, né à Spokane.